# Pásztori
Pásztori è un comune di 399 abitanti situato nella contea di Győr-Moson-Sopron, nell'Ungheria nordoccidentale.